# الكنيسة القبطية الأرثوذكسية في آسيا
يوجد للكنيسة القبطية الأرثوذكسية العديد من الكنائس والعائلات القبطية في قارة آسيا.
تقع الأبرشيتان اللتان في شبه جزيرة سيناء في آسيا.

## سيناء
في سيناء أبرشيتان يقود كل منهما أسقف

### أبرشية العريش وكل شمال سيناء
قزمان، أسقف أبرشية العريش، القنطرة وكل شمال سيناء.

### أبرشية الطور وكل جنوب سيناء
أبولو، أسقف أبرشية الطور، شرم الشيخ وكل جنوب سيناء.
الكنائس القبطية الأرثوذكسية في جنوب سيناء
- موسى النبي والقديس مرقس. الطور جنوب سيناء
- كنيسة السمائيين، شرم الشيخ
- كنيسة الشهيدان ماريوحنا المعمدان وماريوحنا الحبيب ؛ نوبيع، شرم الشيخ
- كنيسة السيدة العذراء مريم والشهيد مارمينا، شرم الشيخ
- كنيسة الشهيدان مارجرجس ومارمينا ؛ رأس سدر، جنوب سيناء

## القدس
أنظر أيضا: بطريركية الاقباط الارثوذكس بالقدس
أنطونيوس، مطران، القدس، رئيس أساقفة أبرشية القدس، كل فلسطين، الأردن وكل الشرق الأدنى.
لهذه الأبرشية العديد من الكنائس في فلسطين ولبنان وسوريا والعراق وإيران والكويت والإمارات العربية المتحدة وقطر والبحرين وعمان واليمن وإسرائيل.
تقع هذه الأبرشية خارج مصر ولم تكن في الأصل ضمن اختصاص بابا الإسكندرية، وقد أنشأها البابا كيرلس الثالث (1235-1243) في القرن الثالث عشر، والتي تسببت في ذلك الوقت في حدوث أزمة وخلاف بين الكنيسة القبطية الأرثوذكسية في الإسكندرية وكنيسة أنطاكية للسريان الأرثوذكس. كان هذا حادثًا نادرًا جدًا بين الكنيستين الشقيقتين لأن علاقتهما بشكل عام علاقة جيدة عبر القرون.
إن مطران القدس القبطي الأرثوذكسي هو المطران الوحيد للأقباط الأرثوذكس الذي كرس كمطران دون أن يكرس أسقفًا أولاً ثم ترقيته إلى رتبة مطران فيما بعد، كما هو معتاد في كل التكريس الأسقفي وفقًا لتقاليد كنيسة الإسكندرية. وبدأ ذلك منذ أن كرس كيرلس الثالث المطران باسيليوس كأول مطران قبطي أرثوذكسي للقدس والشرق الأدنى.

## في الدول العربية

### العراق
- بطريركية الاقباط الارثوذكس, بغداد
- مقبرة طائفة الاقباط الارثوذكس ابي غريب

### الامارات
- كنيسة القديس مرقس وأفا بيشوي القبطية الأرثوذكسية, دبي
- كنيسة القديس مينا القبطية الأرثوذكسية - دبي

### الاردن
- بطريركية الأقباط الارثوذوكس, عمان

### عمان
- كنيسة القديس مينا للاقباط الارذوكس, مسقط

### الكويت
كنيسة القديس العظيم مارمرقس, حولي

### قطر
- كنيسة القديسين بطرس و بولس, الدوحة

### البحرين
- كنيسة مريم العذراء والانبأ رويس, المنامة

## لبنان
الكنيسة القبطية الأرثوذكسية قي لبنان هي إحدى الطوائف الـ 18 التي يعترف بها الدستور اللبناني.

## شمال شرق اسيا
تقع هذه المنطقة الواسعة تحت يد قداسة البابا الابنا تواضروس الثاني وكل شرق آسيا ].

### الصين
- كنيسة القديسة مريم ورئيس الملائكة ميخائيل ؛ قوانغتشو
- كنيسة مارمرقس ييوو

### هونج كونج
- كنيسة توما الرسول ؛ هونج كونج

### اليابان
تأسست أول كنيسة قبطية في اليابان على يد الأسقف دانيال (أسقف أبرشية سيدني) في عام 2004. وقام بتعيين أول كاهن قبطي يخدم في اليابان في عام 2004 والذي خدم كنيسة مارجرجس القبطية الأرثوذكسية في اليابان، على الرغم من عدم إنشاء مبنى الكنيسة بعد.
أقيم أول قداس للأقباط الأرثوذكس في مدينة كوبي باليابان في مايو 2004 من قبل الانبا دانيال. وتقام القداسات أيضا في بعض المناطق الأخرى مثل أوساكا وكاجوشيما (جنوب اليابان) وطوكيو (عاصمة اليابان) وتوتوري (الجزء الغربي من اليابان).
في 18 يوليو 2016، إنشأت أول كنيسة قبطية أرثوذكسية في اليابان رسميًا من قبل أبرشية سيدني، في مدينة كيزوجاوا، في محافظة كيوتو (الجزء الغربي من اليابان). وسميت كنيسة القديسة مريم ومارمرقس القبطية الأرثوذكسية. الكنيسة القبطية الأرثوذكسية في اليابان عضو رسمي في (الاتحاد الياباني للكنائس المسيحية).

### كوريا
إن قداسة البابا تواضروس الثاني يدبر الخدمة بكوريا الجنوبية من خلال القمص دَاوُدَ لمعي و يخدم في البلد القس فيلوباتير وديع
- كنيسة القديسة مريم ؛ سول

في عام 2011، شكل المهاجرون الأقباط في كوريا مجتمعًا قبطيًا أرثوذكسيًا والكاهن المسؤول هو الأب فيلوباتير وديع.
هناك أيضًا مجموعات من العائلات القبطية في بوهانج وكيونجو.

### تايوان
- كنيسة مارجرجس ومارمينا ؛ تايبيه

### روسيا
- كنيسة الاقباط الارذوكس روسيا

## جنوب شرق آسيا
تقع هذه المنطقة الواسعة تحت إشراف الأسقف رويس، الأسقف العام للمنطقة الجنوبية الشرقية.  
فيما يلي قائمة بالكنائس الواقعة في جنوب شرق آسيا الخاضعة للانبا رويس، وكذلك الكهنة الذين يخدمون في كل كنيسة

### إندونيسيا
الاب جون إدوارد بدأ الخدمة في عام 2014 في جاكرتا.
- كنيسة القديسة مريم، جاكرتا
- كنيسة مارمرقس ومريم العذراء، سورابايا
- كنيسة رئيس الملائكة ميخائيل والانبا موسي الاسود، مالانج

### ماليزيا
كنيسة القديسة مريم ومارمرقس. الكاهن المسئول هو الأب جوزيف سيم، رُسِمَ في مارس 2008. 
الكنيسة القبطية الأرثوذكسية في ماليزيا عضو منتسب في مجلس الكنائس في ماليزيا. 
- كنيسة القديسة مريم ومارمرقس
  - الأب جوزيف سيم
- كنيسة القديسة مريم ورئيس الملائكة ميخائيل ؛ كوالا لامبور

### جمهورية الفلبين
- كنيسة القديسة مريم ومارمرقس القبطية الأرثوذكسية في مانيلا
  - أبونا مينا

- كنيسة مارمرقس القبطية الأرثوذكسية، تاكلوبان
  - أبونا كيرلس

### سنغافورة
- كنيسة مارمرقس القبطية الأرثوذكسية سنغافورة

### تايلاند
- كنيسة مارمرقس ومارجرجس ؛ بانكوك
- دار أيتام القديس يعقوب الرسول ؛ سانجخلابوري

## جنوب آسيا

### باكستان
بدأت كنيسة صغيرة في إسلامباد من 10 عائلات فقط في عام 2006 تحت أبرشية ملبورن وغرب وجنوب أستراليا ونيوزيلندا وجميع أوقيانوسيا التي كان أسقفها أنبا سوريال، أسقف أبرشية ملبورن. اعتبارًا من يوليو 2014، تخضع الأسقفية للبابا تواضروس الثاني مع الأب داود لمعي.
نمت كنيسة القديسة مريم لتصل إلى حوالي 200 عائلة قبطية مع نمو كنيسة مارمرقس أيضا بشكل متزايد.
فيما يلي قائمة بالكنائس في باكستان التابعة للأبرشية، وكذلك الكهنة الذين يخدمون في كل كنيسة:
- كنيسة مارمرقس القبطية الأرثوذكسية ؛ روالبندي
  - الأب بيشوي سارفراز

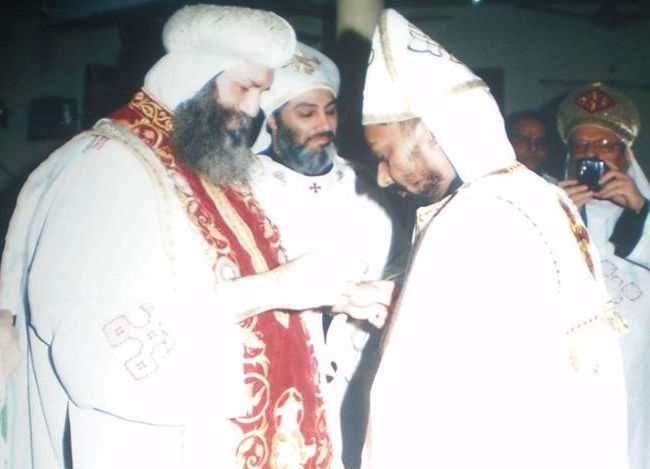
رسامة الأب بيشوي بواسطة نيافة الأنبا سوريال (2006)

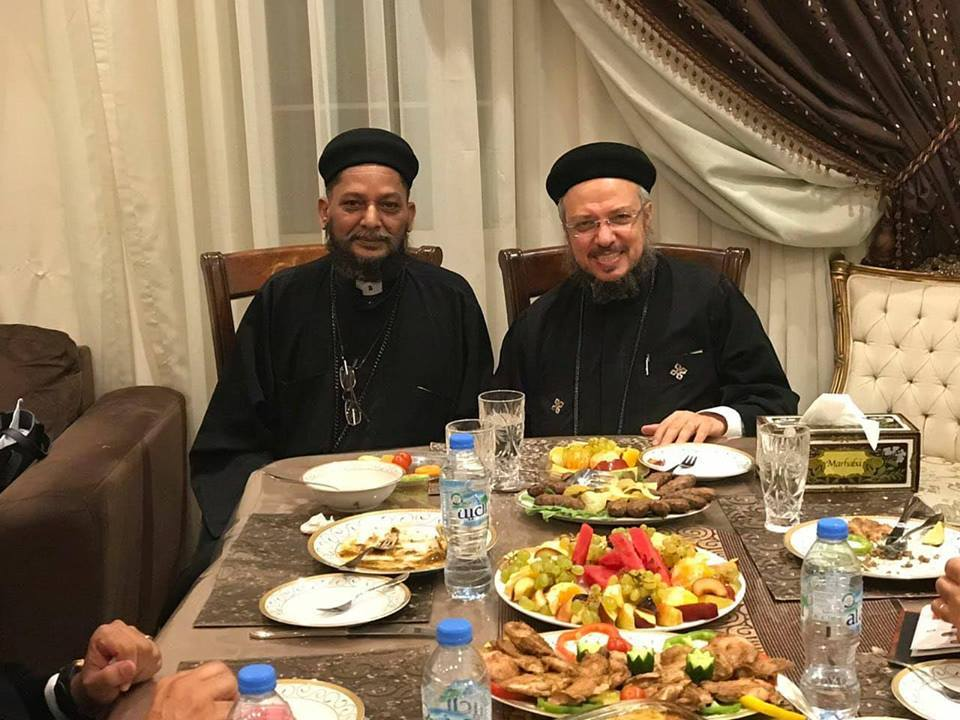
زيارة رسمية من أبونا بيشوي الي أبونا داود

- كنيسة القديسة مريم القبطية الأرثوذكسية ؛ اسلام آباد
  - الأب أنتوني ديفيد جون